# Европейский шахматный союз
Европейский шахматный союз (англ. European Chess Union, ECU) — международная шахматная организация, которая объединяет национальные шахматные федерации европейских стран. Создана на конгрессе ФИДЕ 1985 года в Граце, Австрия. По состоянию на 2020 год членами ЕШС являются 54 национальные федерации.
Президент организации — Зураб Азмайпарашвили. Штаб-квартира: Хюненберг, Швейцария.

## Турниры
Европейский шахматный союз организует как индивидуальные, так и командные чемпионаты Европы:
- Чемпионат Европы по шахматам;
- Чемпионат Европы по шахматам среди женщин;
- Юношеский чемпионат Европы по шахматам в возрастных категориях до 8, 10, 12, 14, 16 и 18 лет;
- Чемпионат Европы по шахматам среди ветеранов (сеньоров); проходят мужские и женские турниры в категориях 50+ и 65+;
- Командный юношеский чемпионат Европы (U-18);
- Кубок европейских клубов по шахматам;
- Кубок европейских клубов по шахматам среди женщин;
- Чемпионат Европы по шахматам среди любителей;
- Школьный чемпионат Европы по шахматам;
- Корпоративный чемпионат Европы (среди команд предприятий);
- Чемпионат Европы по шахматам (рапид и блиц);
- Женский чемпионат Европы по шахматам (рапид и блиц);
- Юношеский чемпионат Европы по шахматам (рапид и блиц).